# Quinazolinas
Las quinazolinas son compuestos bicíclicos heterocíclicos anteriormente conocidos como benzo-1,3-diazina. Otros nombres empleados ocasionalmente son 1,3-diazanaftaneno, fenmiazina, y 5,6-benzopirimidina.
Aunque que el químico alemán Siegmund Gabriel elaboró la quinazolina en laboratorio en 1903, uno de sus derivados, la 2-ciano-3,4-dihidro-4-oxoquinazolina, fue preparada en 1869 por Johann Peter Griess por reacción de cianógenos con ácido antranílico. Fue en 1889 que el químico A. J. Widdege propuso el nombre de quinazolina (chinazolin).

## Importancia biomédica
Existen un gran número de derivados de la quinazolina tales como azirino, azolo, diazolo, oxazolo, tiazolo, triazolo, oxadiazolo, tiadiazolo, selenadiazolo, tetrazolo, azino, diazino, oxazino, tiazino, triazino, oxadiazino, azepino, diazepino, oxazino, tiazepino, triazepino, etc. Un gran número de derivados poseen actividades biológicas y farmacológicas importantes, como antiinflamatorios, antialérgicos, analgésicos, diuréticos, hipotensores, bacteriostáticos, ansiolíticos, inhibidores de la agregación plaquetaria, inhibidores de la fosfodiesterasa, antihelmínticos, antihipertensivos, hipnóticos, antivirales, parasiticidas, relajantes musculares, depresores del SNC, fungicidas, herbicidas, antitumorales, anti-VIH, actividades antagonistas del factor de liberación de corticotropina, etc. La quinazolina es una pirimidina benzocondensada.
La química de los compuestos de quinazolina se conoce desde hace siglos; sin embargo, la intensa búsqueda de sustancias biológicamente activas en esta serie comenzó solo en las últimas décadas. Investigaciones previas en los años cincuenta y sesenta revelaron la efectividad de las quinazolinas no solo como antipalúdicas sino también contra diversas enfermedades causadas por bacterias, protozoos y virus. Pero la investigación se restringió principalmente a antimicrobianos. Una etapa importante en el desarrollo de la investigación sobre la actividad biológica de las quinazolinas fue el descubrimiento de una considerable acción sedante de los derivados de 2-metil-3-aril-4-quinazolona. En 1968 solo se utilizaron dos derivados: el anticonvulsivante metacualona y el diurético quinatazona. Desde inicio de este siglo ha habido avances significativos.

## En la actualidad
Últimamente se ha investigado la potencia y la selectividad en la respuesta farmacológica de las quinazolinas como anticonvulsivantes. Esta clase estructural de compuestos puede resultar útil para el diseño y desarrollo de agentes anticonvulsivos potentes.
Así mismo, existen derivados de la quinazolina empleados como vasodilatadores y en la terapia antihipertensiva. La prazosina, la doxazosina y la trimazosina son ejemplos de ellos.
La quinazolin-4-ona ha sido objeto de amplia evaluación farmacológica, así como de estudios toxicológicos en busca de actividades antimicrobianas y antimicóticas. Su análogo 4-cloro ha revelado recientemente una actividad muy superior.